# Termiten
Termiten (Termitoidae, Termitoidea oder Isoptera) sind eine staatenbildende, in warmen Erdregionen vorkommende Epifamilie der zu den Insekten gehörenden Schaben. Nachdem sie lange Zeit als eigene Ordnung (Isoptera) galten, konnten modernere Forschungen nach und nach ans Licht bringen, dass es sich in Wahrheit nur um einen stammesgeschichtlichen Zweig der Schaben handelt. Daher werden die Termiten heutzutage entweder als Infraordnung der Schaben (Isoptera) oder Epifamilie innerhalb der Überfamilie Blattoidea (Termitoidae) angesehen. Mehr als 2900 Arten sind bekannt. Mit den ebenfalls staatenbildenden Hautflüglern (Ameisen, Bienen und Wespen) sind sie jedoch nicht näher verwandt. Sie bilden wie die übrigen Schaben gemeinsam mit den Fangschrecken die Überordnung Dictyoptera.
Viele Arten haben eine weiße oder weißgelbliche Körperfarbe. In der Regel werden Termiten zwischen 2 und 20 mm lang. Geschlechtstiere von Macrotermes goliath erreichen eine maximale Flügellänge von 88 mm, die Königin der nahe verwandten Art Macrotermes natalensis erreicht mit ihrem prall mit Eiern gefüllten Hinterleib eine maximale Körperlänge von 140 mm.
Ein Termitenstaat kann mehrere Millionen Individuen umfassen und besteht normalerweise aus drei spezialisierten Gruppen oder „Kasten“. All diese Kasten umfassen jedoch, anders als bei den Hautflüglern, meist beide Geschlechter. Neben einem Fortpflanzungspaar (selten mehreren Paaren) gibt es geschlechtlich verkümmerte und meist blinde männliche und weibliche Arbeiter, die u. a. Brutpfleger, Nestbauer und Nahrungsbeschaffer sind. Nestwächter („Soldaten“) mit einem großen Kopf und einem kräftigen Kiefer schützen den Termitenbau. Die mit voll entwickelten Facettenaugen ausgestatteten Geschlechtstiere legen nach dem Hochzeitsflug die Flügel ab. Im Unterschied zur Ameisenkönigin muss die Termiteneierlegerin immer wieder neu begattet werden und lebt deshalb mit einem „König“ zusammen.
Termiten ernähren sich bevorzugt von organischem Material wie Holz, Humus oder Gras. Sie sind als Zellulosefresser gefürchtete Schädlinge beispielsweise an Holzbauten. Besonders viele Arten leben in den afrikanischen, südamerikanischen und fernöstlichen Tropenwäldern und Savannen. Heimisch sind Termiten aber in allen wärmeren Erdregionen bis etwa zum vierzigsten nördlichen und südlichen Breitengrad, in Frankreich beispielsweise bis La Rochelle.

## Lebensweise der Termiten
Alle Termitenarten sind ohne Ausnahme soziale Insekten, sie bilden Insektenstaaten, bei denen die Tiere unterschiedlichen Kasten angehören und sich morphologisch entsprechend unterscheiden. Termitenstaaten leben in dauerhaften Nestern. Bei den Termitenbauten unterscheidet man zwischen Nestern in verrottendem oder frischem Holz, Erdnestern (unter der Erde), oberirdischen Termitenhügeln und Kartonnestern (auf Bäumen).

## Ernährung, Verdauungssystem
Einige Termitenarten leben fast ausnahmslos von Holz, dies ist die ursprüngliche Lebensweise. Andere ernähren sich von Humus aus dem Boden; ihr Darm ist stark verlängert und in mehrere aufeinanderfolgende Kammern gegliedert, von denen jede andere physikochemische Verhältnisse aufweist und eine bestimmte Mikroflora an Bakterien oder Trichonympha-Flagellaten (Parabasalia) beherbergt. Der vordere Darmabschnitt ist extrem alkalisch, um die organische Substanz aus der Bodenmatrix überhaupt erst der enzymatischen Zerlegung zugänglich zu machen. Andere Termitenarten nutzen Gras („Erntetermiten“), oder eine Vielzahl anderer pflanzlicher Substrate.
Innerhalb der Termiten lassen sich zwei Gruppen mit grundlegenden Unterschieden in der Lebensweise unterscheiden: Die sogenannten „niederen Termiten“ (die Familien Mastotermitidae, Kalotermitidae, Termopsidae, Hodotermitidae, Rhinotermitidae, Serritermitidae) leben primär beinahe ausschließlich von Holz. Ihre Nester liegen in der Regel innerhalb des von ihnen genutzten Nahrungssubstrates, das ist meist teilweise zersetztes Totholz, kann aber auch hartes, trockenes Holz sein (v. a. Kalotermitidae). Auch bei den niederen Termiten gibt es allerdings Weiterentwicklungen, z. B. die „Erntetermiten“ der Familie Hodotermitidae, die von abgestorbenem Gras leben. Die sogenannten „höheren Termiten“ gehören alle zur Familie Termitidae (mit zahlreichen Unterfamilien). In dieser (evolutionär von den niederen Termiten abgeleiteten) Familie wurde die enge Bindung an Holz als Nahrungssubstrat generell aufgegeben. Die Termitidae nutzen eine Vielzahl unterschiedlicher Nahrungssubstrate, darunter Humus, Blattstreu und Gräser. Die Arten der Unterfamilie Macrotermitinae kultivieren Pilze (Konvergenz zu den Blattschneiderameisen), die sie mit abgeernteter organischer Substanz in Gärkammern „füttern“.

### Endosymbionten
Der Darm der niederen Termiten besitzt immer eine starke Erweiterung des Enddarms. In dieser Kammer beherbergen sie eine Vielzahl von endosymbiotischen eukaryotischen Einzellern („Protozoen“), Bakterien, Archaeen und Parabasalia. Die Symbionten sind für das Überleben erforderlich, ohne sie gehen die Termiten zugrunde. Sie machen etwa ein Drittel, bis hin zur Hälfte, des Lebendgewichts des Tieres aus. Die außerordentlich verwickelten und komplizierten Verhältnisse dieser Symbiose sind ein aktives Forschungsfeld, in dem weiterhin jedes Jahr Neues entdeckt wird. Nach der bisherigen Kenntnis ist die Enddarmkammer der Termiten dicht angefüllt mit Protozoen, die zu den sog. „Flagellaten“ gehören. Die neuere Forschung hat ergeben, dass die „Flagellaten“ eine künstliche Gruppierung nicht näher verwandter Taxa darstellen. Die im Termitendarm lebenden Spezies gehören drei nicht näher verwandten Entwicklungslinien an, den Trichomonadea (syn. Trichomonadida) und den ehemaligen Hypermastigea (syn. Hypermastigida), die zum Stamm Parabasalia gehören, und den Oxymonadea (Synonym Oxymonadida). (Heute gelten die ehemaligen Hypermastigida nicht mehr als monophyletische Einheit, die entsprechenden Gattungen werden den Trichonymphida zugeordnet.) In 200 untersuchten Termitenspezies wurden mehr als 450 unterschiedliche Protozoenarten identifiziert. Diese Protozoen besitzen Zellulose-abbauende Enzyme (Cellulasen), die für die Verdauung der Holzmasse wesentlich sind. Inzwischen ist bekannt, dass die Termiten auch körpereigene Cellulasen besitzen, diese sind aber weniger aktiv und allein für die Ernährung nicht ausreichend. Für den Abbau werden die Holzfasern von den Flagellaten aufgenommen (phagozytiert). In einer mehrstufigen Reaktion wird die Zellulose letztlich zu Essigsäure (Acetat), Kohlendioxid und molekularem Wasserstoff abgebaut (auch die Bakterien besitzen Cellulasen, ihr Anteil an der Verdauung ist aber geringer). Die Essigsäure ist dann die entscheidende Kohlenstoff- und Energiequelle der Termiten selbst. Die Wasserstoffproduktion erfolgt in Hydrogenosomen genannten Zellorganellen. Die Reaktion (im Kern eine Gärung) kann nur in sauerstofffreier Umgebung stattfinden. Neben wenigen Archaeen (im Wesentlichen Methanbildner der Gattung Methanobrevibacter) kommt außerdem eine fast unüberschaubare Vielzahl von Bakterienarten symbiotisch im Termitendarm vor. Diese sind teilweise frei lebend, teilweise aber auch Symbionten der darmbewohnenden Flagellaten selbst. Schon in einer Termitenart (Reticulitermes speratus) wurden mit molekularen Methoden 300 unterschiedliche Bakteriengenome identifiziert. Ähnlich wie auch die Protozoen, sind die meisten symbiotischen Bakterien obligate Symbionten (d. h., sie kommen nicht frei lebend vor) und meist wirtsspezifisch bei einer Termitenart oder -gattung. Neben einigen weiter verbreiteten Gattungen (z. B. Spirochaetes, Bacteroidetes, Firmicutes) ist im Termitendarm eine bis dahin vollkommen unbekannte Verwandtschaftsgruppe entdeckt worden, die inzwischen den Namen Elusimicrobia erhalten hat. Die Symbionten der Protozoen sitzen teilweise auf deren Oberfläche und teilweise im Zellinneren. Kurioserweise können sich die Flagellaten z. B. überhaupt nicht mehr mit ihrem eigenen Flagellum fortbewegen, sondern sind dazu auf die Hilfe aufsitzender Bakterien angewiesen. Weitere Funktionen umfassen z. B. die Fixierung von Stickstoff (bei Holz als Nährmedium immer ein Mangelfaktor). Außerdem synthetisieren sie essentielle Aminosäuren und andere Kofaktoren. Beim Holzabbau enzymatisch gebildetes Methan wird von den Termiten abgegeben. Aufgrund der extremen Häufigkeit von Termiten in den Tropen wirkt sich dies sogar nachweisbar auf den planetaren Treibhauseffekt aus (frühere Schätzungen über einen Anteil von 4 Prozent könnten allerdings übertrieben sein, da ein großer Teil noch im Boden oxidiert wird).
Die Symbiose der niederen Termiten ist in der gleichen Form bei den holzbewohnenden Schaben der Gattung Cryptocercus nachgewiesen, die als ihre Schwestergruppe (und als Modellorganismen für die Entstehung der Termitenstaaten) gelten. Andere holzfressende Schaben, z. B. die Art Parasphaeria boleiriana, besitzen hingegen zwar auch Symbionten, aber andere. Kürzlich ist es sogar gelungen, die Protozoen in einer in burmesischem Bernstein aus der Kreidezeit fossilierten Termite direkt nachzuweisen. Damit ist diese Symbiose offensichtlich seit dem Erdmittelalter vorhanden. Verglichen mit Ameisen und Sozialen Faltenwespen ist es erstaunlich, dass aus einer Gruppe holzfressender Schaben vollkommen eusoziale Termiten entstanden sind, da andere ökologisch dominante eusoziale Insekten aus solitären Jägern hervorgegangen sind.
Da der Enddarm ektodermalen Ursprungs und mit Cuticula ausgekleidet ist, wird er mitsamt allen darin lebenden Symbionten bei jeder Häutung abgestoßen. Damit die Symbionten nicht verlorengehen, ist jedes Mal eine Neuinfektion erforderlich. Diese erfolgt offensichtlich bei der gegenseitigen Fütterung der Termiten im Bau (Trophallaxis). Möglicherweise lag darin ein wesentlicher Auslöser für den Beginn der sozialen Organisation der Termitenstaaten. Neue Termitenkolonien erhalten die Symbionten über die begründenden geflügelten Geschlechtstiere (Alatae).
Bei den „höheren“ Termiten der Familie Termitidae (etwa 75 % der rezenten Arten) kommen keine symbiontischen Flagellaten (mehr) vor. Wohl aber besitzen alle Arten symbiontische Bakterienarten. Außerdem ist bei ihnen der Anteil der körpereigenen Cellulasen höher, und diese werden auch im Mitteldarm sezerniert. Da diese Arten kein Holz verdauen müssen, ist der Vorteil der Symbiose bei ihnen offensichtlich verlorengegangen. Die pilzzüchtenden Macrotermitinae können außerdem zu dem Zweck die Cellulasen der gezüchteten Pilze ausnutzen.

### Pilzzüchtende Termiten
Termitenarten der Unterfamilie Macrotermitinae (Familie Termitidae) züchten in ihren unterirdischen Bauten Pilze der Gattung Termitomyces (Familie Ritterlingsverwandte) auf vorverdauter Nahrung und ernähren sich von diesen. Die Termiten schwärmen aus dem Bau aus und fressen Holz, trockenes Gras, Humus und andere organische Substanzen. Sie setzen ihre Kotballen in Kammern ab, die entweder unterirdisch oder in den oberirdischen Bauten (Termitenhügeln) liegen. Sie bilden hier wabenförmige, schwammartige Massen, die vom Pilzmycel durchwuchert werden. Andere Pilzarten und Parasiten werden bekämpft. Die Pilze bilden vegetativ Körnchen („Nodule“) aus, die die Termiten abernten. Nach einiger Zeit werden ältere Waben dann ganz konsumiert und durch neue ersetzt. Termitomyces kommt nicht außerhalb der Termitenbauten vor. Bei den meisten Arten wird der Pilz allerdings nicht von den ausfliegenden Geschlechtstieren mitgeführt, sondern es müssen Sporen aus der Umgebung aufgelesen werden (anders als bei den Blattschneiderameisen); schlägt dies fehl, geht die Kolonie zugrunde. Die verschiedenen Termitenarten kultivieren jeweils eigene Pilzarten, wobei die Stammbäume beider Artengruppen sich beinahe exakt entsprechen. Dies deutet auf eine auf intensiver Koevolution beruhende Artbildung hin, die als „Ko-Speziation“ oder auch „Ko-Kladogenese“ bezeichnet wird.

## Körperbau der Termiten

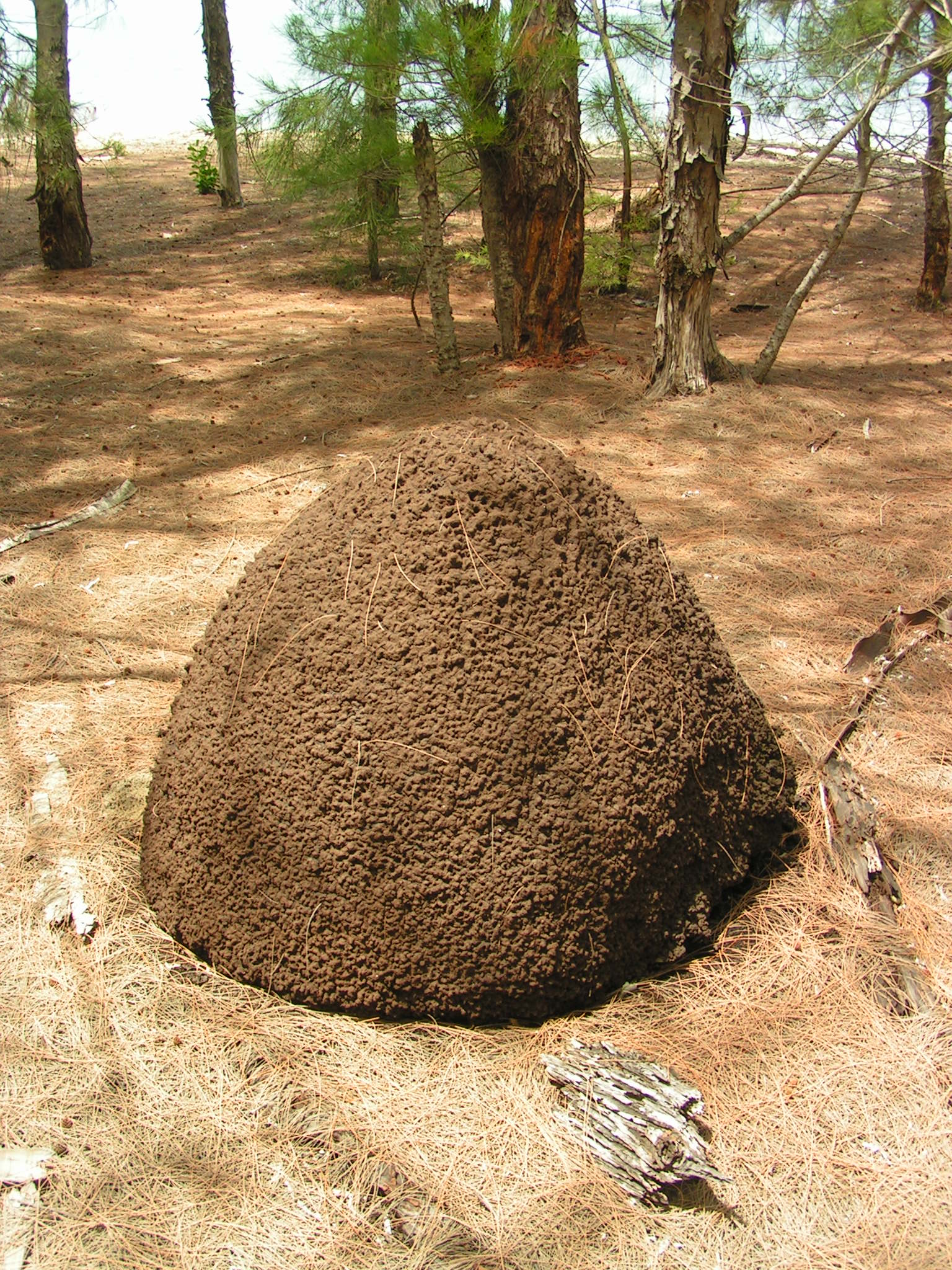
Termitenhügel auf Cayo Levisa, Kuba

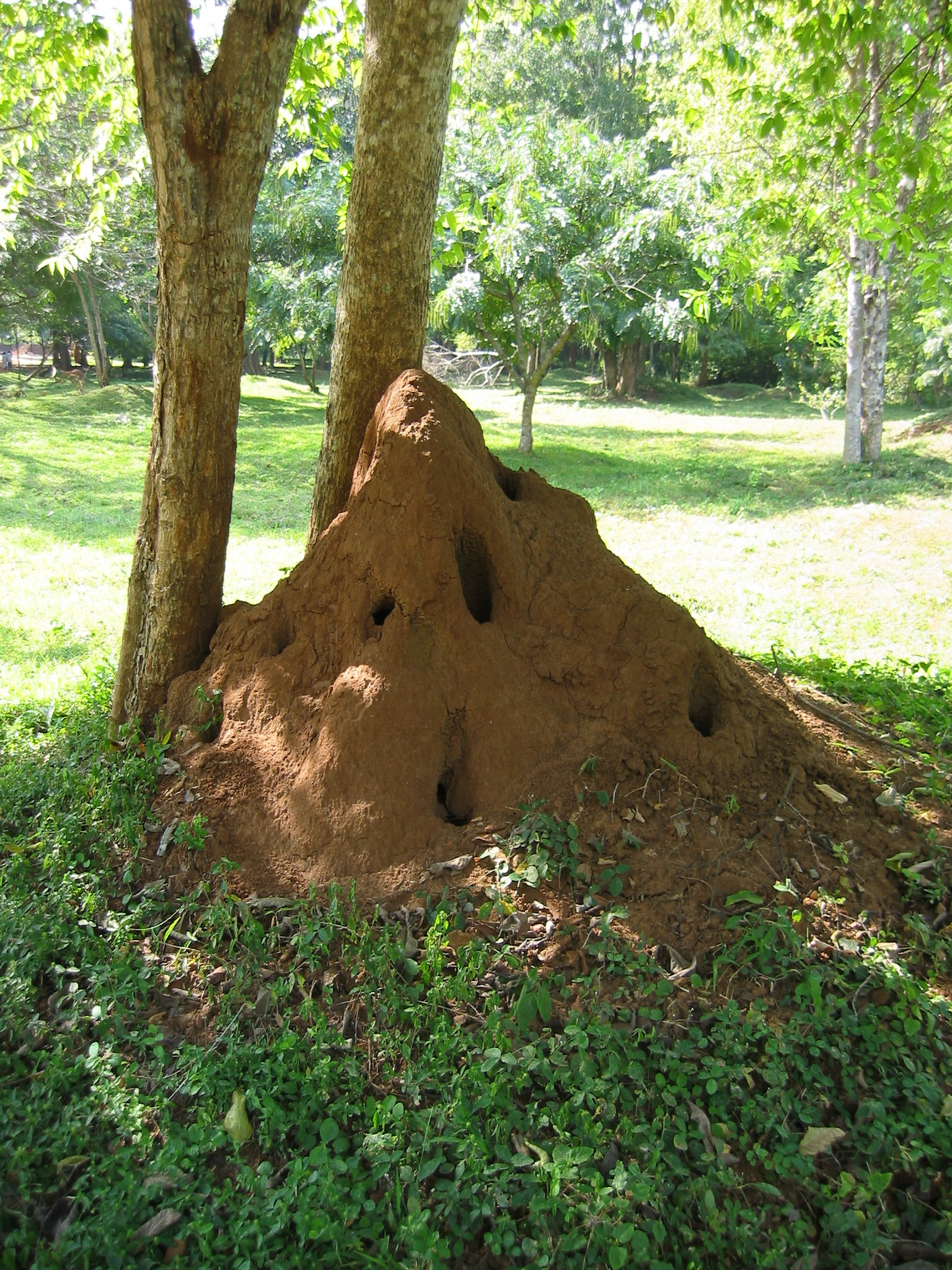
Termitenhügel in Sri Lanka: Nicht selten finden hier in verlassenen Termitenhügeln Kobras einen neuen Unterschlupf.

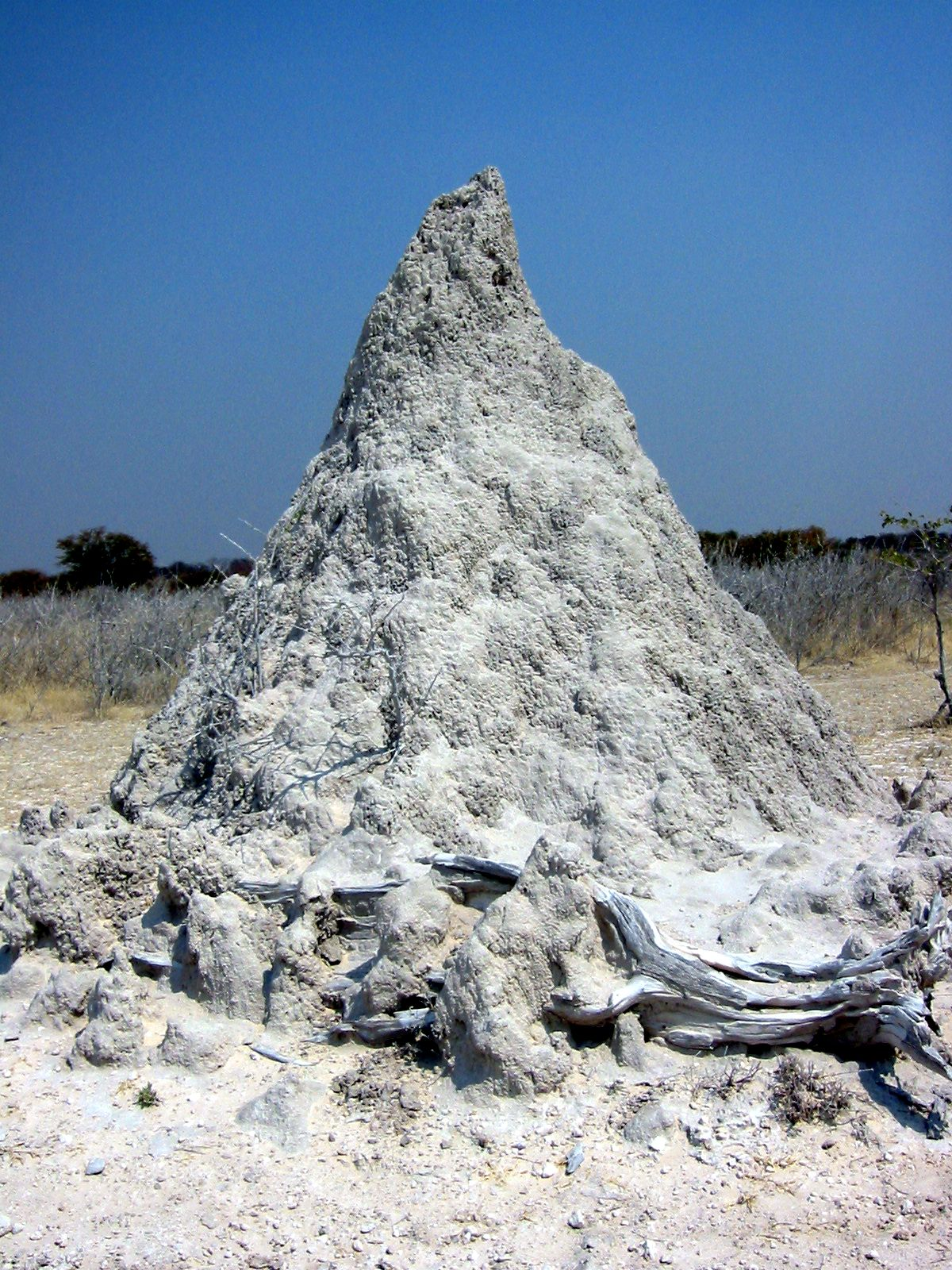
Termitenhügel in Namibia

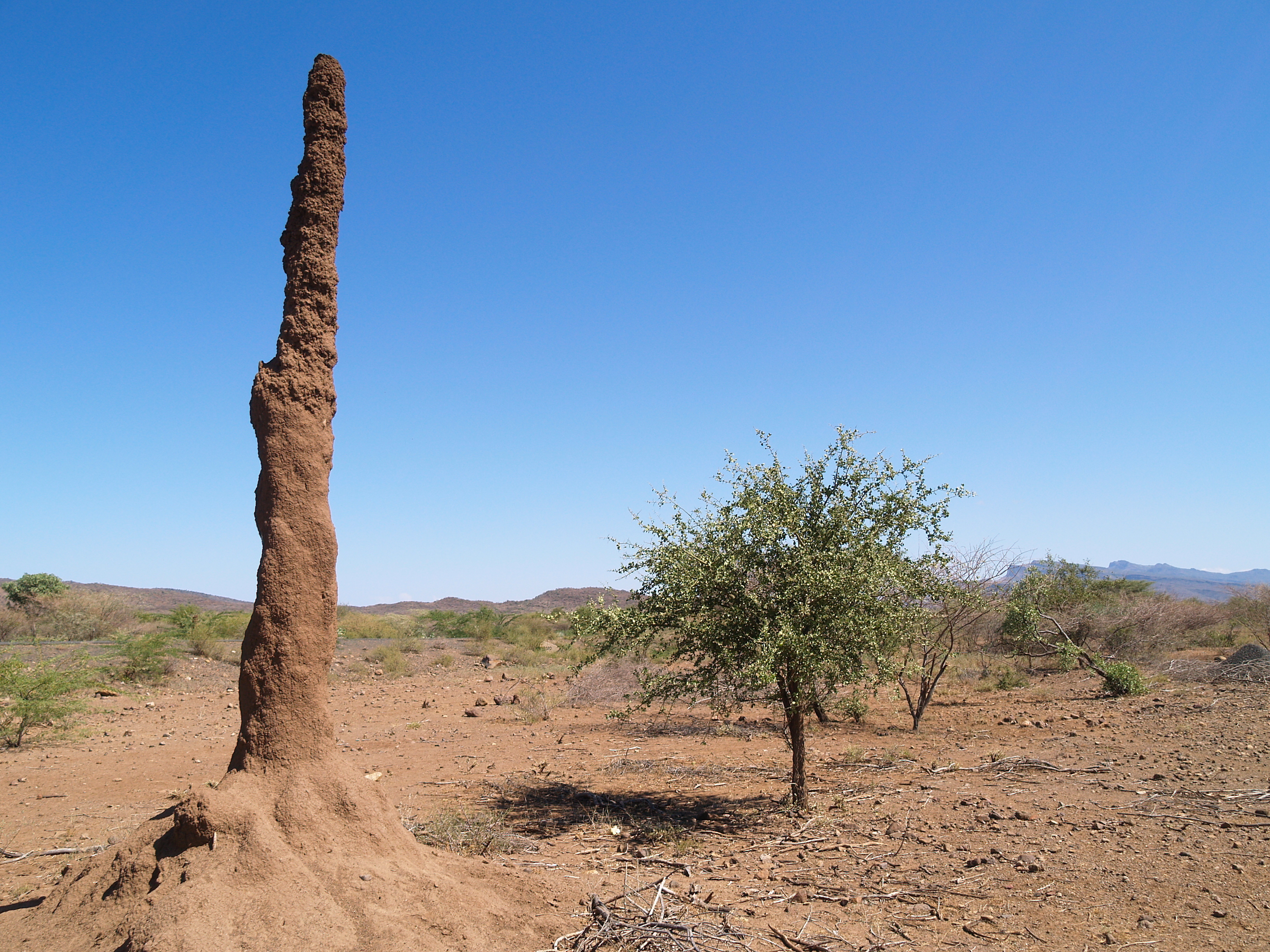
3 Meter hoher Termitenhügel in Kenia

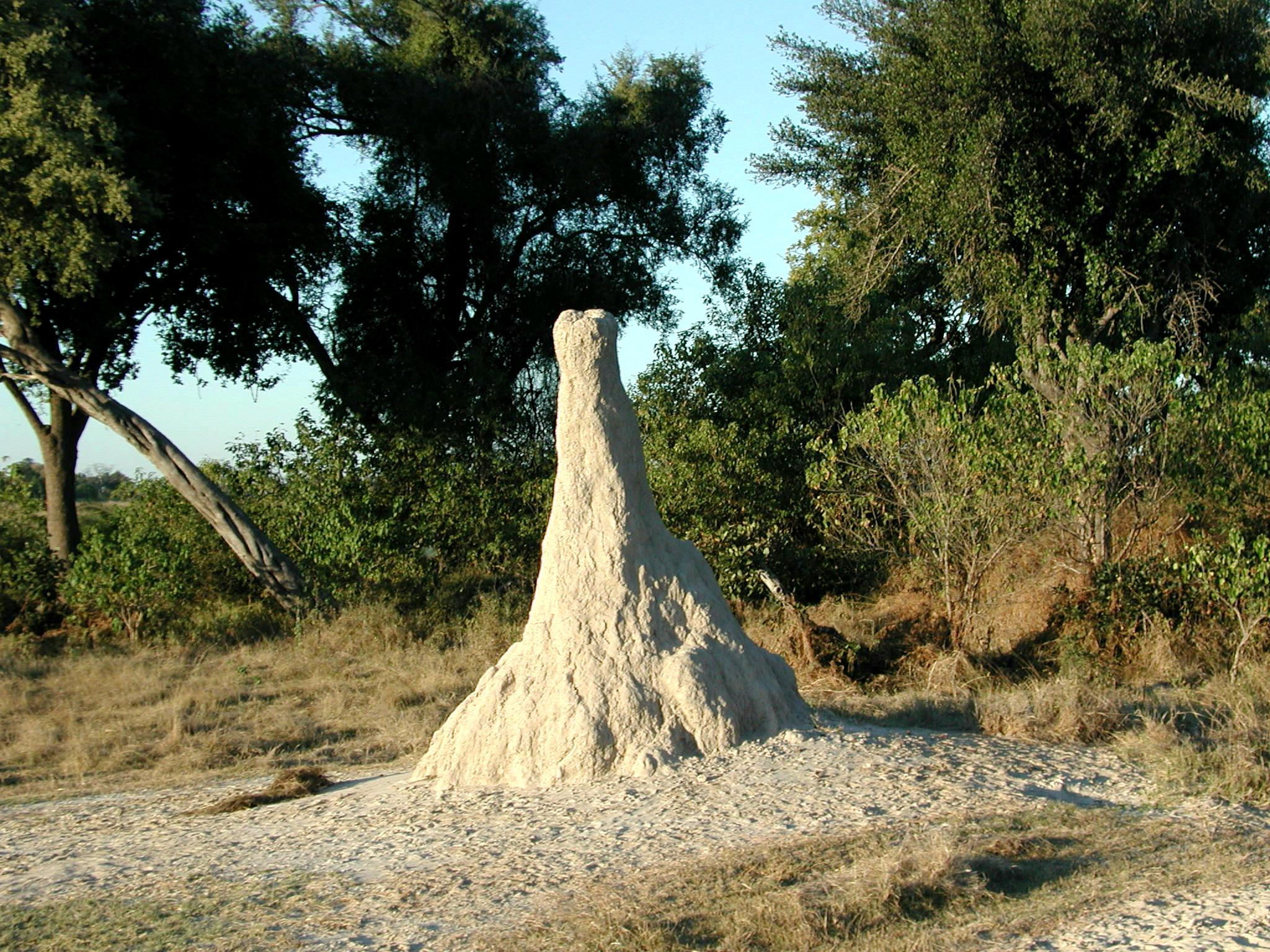
Termitenhügel in Botswana

Termitenhügel in Australien

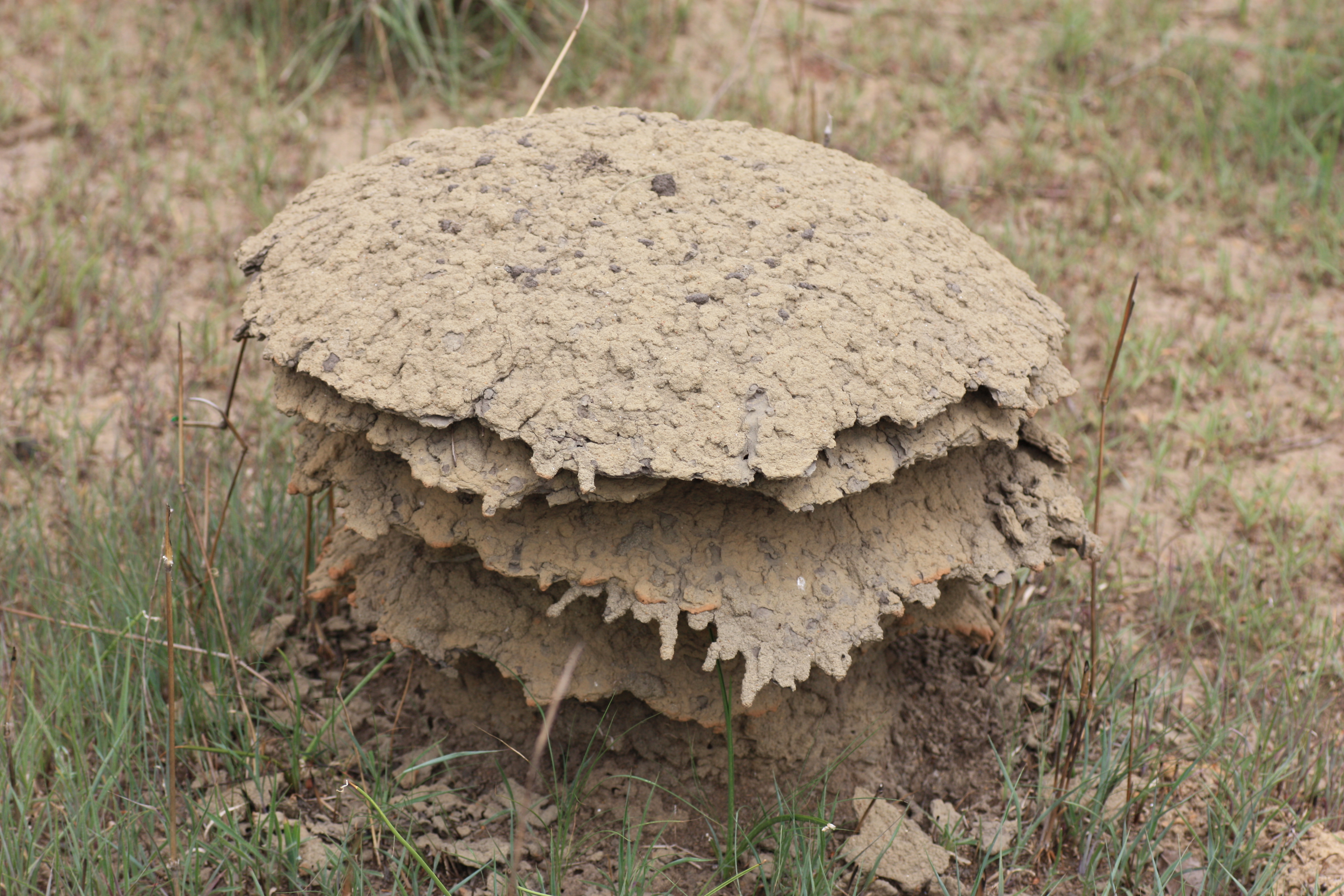
Pilzförmiger Termitenhügel der Gattung Cubitermes, Burkina Faso

Termitenflug

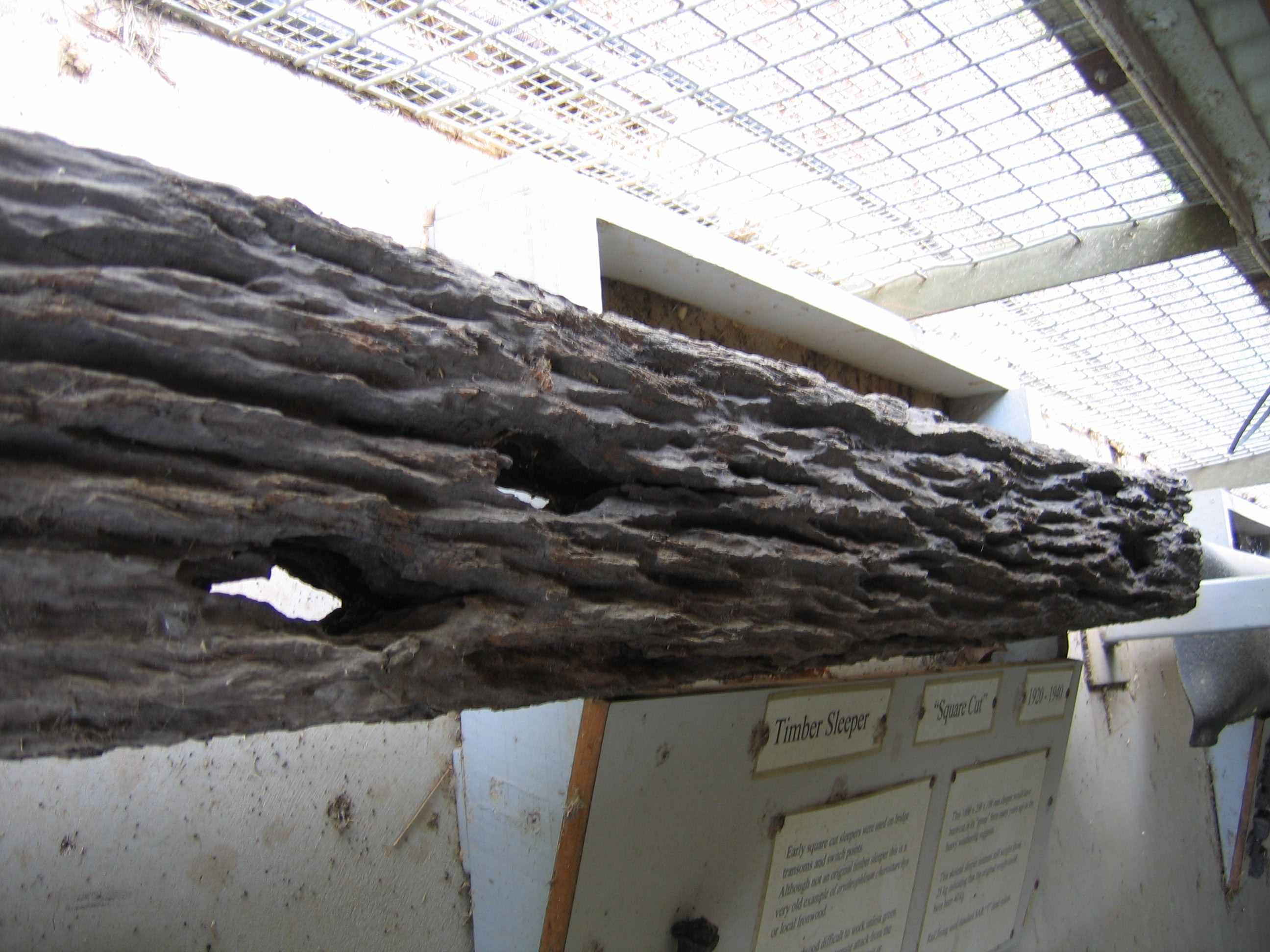
Eisenbahnschwelle mit Termitenfraß – Museum Adelaide River, Australien

Adulti (Geschlechtstiere) der Termiten sind kleine bis mittelgroße, relativ weich sklerotisierte Insekten. Die Färbung reicht von gelblich über braune Tönungen bis schwarz, sie sind einfarbig oder recht unauffällig gezeichnet, z. B. mit gelben Beingliedern. Am runden Kopf sitzen zwei Facettenaugen von kleiner bis mäßiger Größe, je nach Familie sind zwei Stirnaugen (Ocellen) vorhanden oder diese fehlen. Die relativ kurzen Fühler sind auffallend perlschnurförmig, indem jedes Glied der Fühlergeißel etwas gestielt-verengt am vorherigen ansitzt; diese Fühlerform ist bei Insekten selten. Die Zahl der Fühlerglieder ist artspezifisch verschieden. Die Mundwerkzeuge vom beißend-kauenden Typ sind kräftig, vor allem die Mandibeln erreichen prominente Größe. Thorax und Hinterleib (Abdomen) sind walzenförmig und mehr oder weniger gleich breit. Der Halsschild (Pronotum) ist flach oder etwas sattelförmig seitlich herabgezogen, er kann Buckel und andere Skulpturen tragen. Die Flügel sind lang und überragen immer die Hinterleibsspitze, manchmal weit, trotzdem sind die Tiere recht schlechte Flieger. Die glasklaren, manchmal etwas milchig getrübten oder grau bis schwarz getönten Flügel zeichnen sich bei allen Termiten mit Ausnahme der urtümlichsten Familien durch verstärkte Vorderkante und eine zweite verstärkte Ader parallel zum Vorderrand aus, die übrige Aderung ist unauffällig, zwischen den Adern sitzen etwa gleich große, netzförmige Zellen. Häufig weisen die Flügel eine auffallende Riffelung oder andere Oberflächenskulptur auf. Beide Flügelpaare sind langgestreckt oval und untereinander fast gleich geformt und gleich lang (daher der Name Isoptera: Gleich-Flügler). Nur bei Mastotermes weist der Hinterflügel ein etwas vergrößertes Analfeld auf. In Ruhe werden die Flügel flach ausgebreitet übereinander über dem Hinterleib getragen. An der Flügelbasis sitzt eine meist vergrößerte, auffällige Flügelschuppe, diese bleibt auch nach dem Abwerfen der restlichen Flügel nach dem Hochzeitsflug erhalten. Die stabförmigen Beine besitzen Tarsen mit drei oder vier Gliedern, nur bei Mastotermes fünf. Der Hinterleib besteht aus zehn Segmenten, wobei meist auf der Bauchseite (Ventralseite) nur neun erkennbar sind (das erste Sternit ist rückgebildet). An der Spitze des Hinterleibs sitzen zwei kurze Cerci mit unterschiedlicher Anzahl von Segmenten, die manchmal auch ganz fehlen können. Die Geschlechter sind bei Termiten sehr ähnlich und auf den ersten Blick kaum unterscheidbar. Prominente äußere Geschlechtsorgane sind kaum ausgebildet. Die Hinterleibsspitze der Weibchen wirkt häufig etwas verkürzt, weil die Segmente acht und neun ins vergrößerte siebte eingezogen sind.

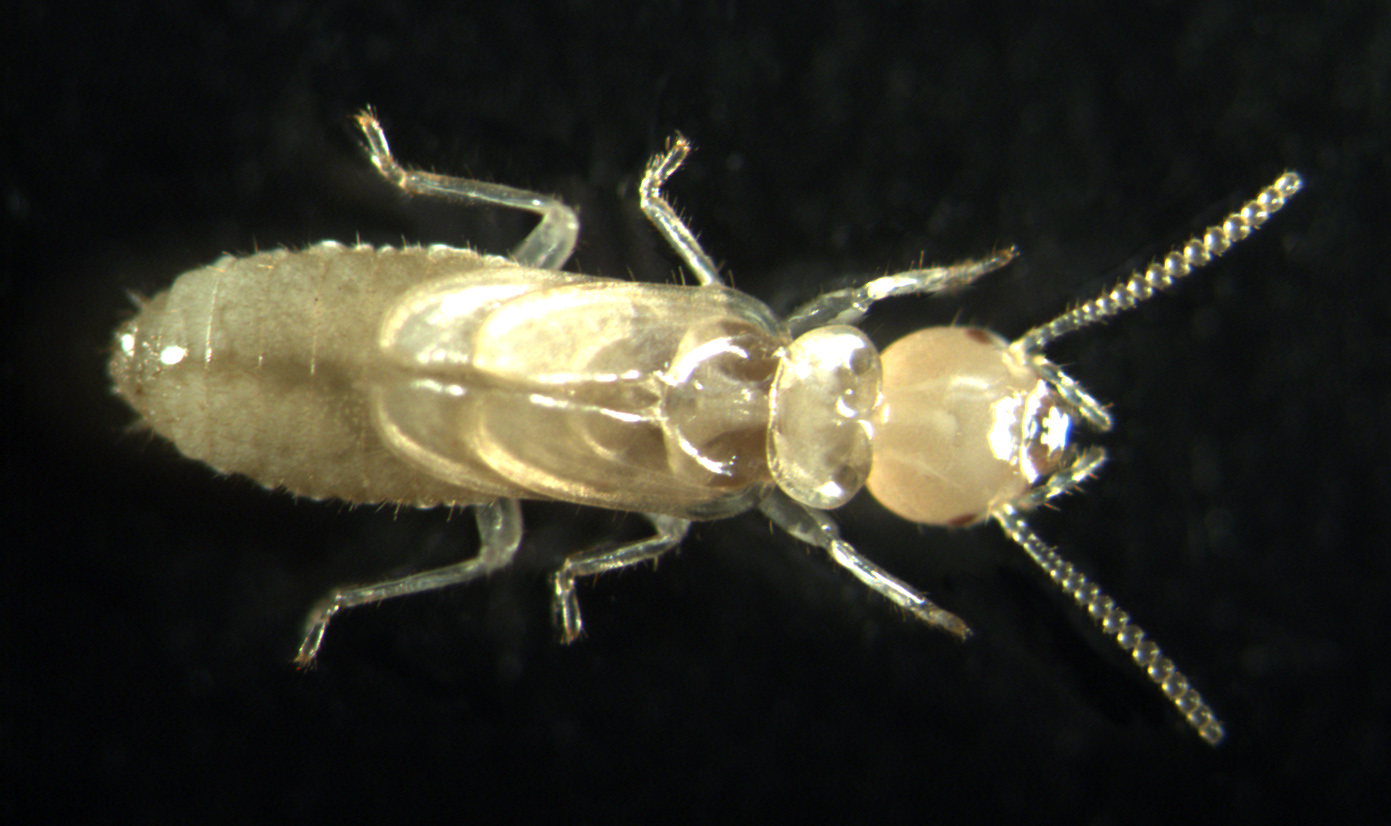
Eine „Nymphe“ (= Termitenlarve mit Flügelscheiden)
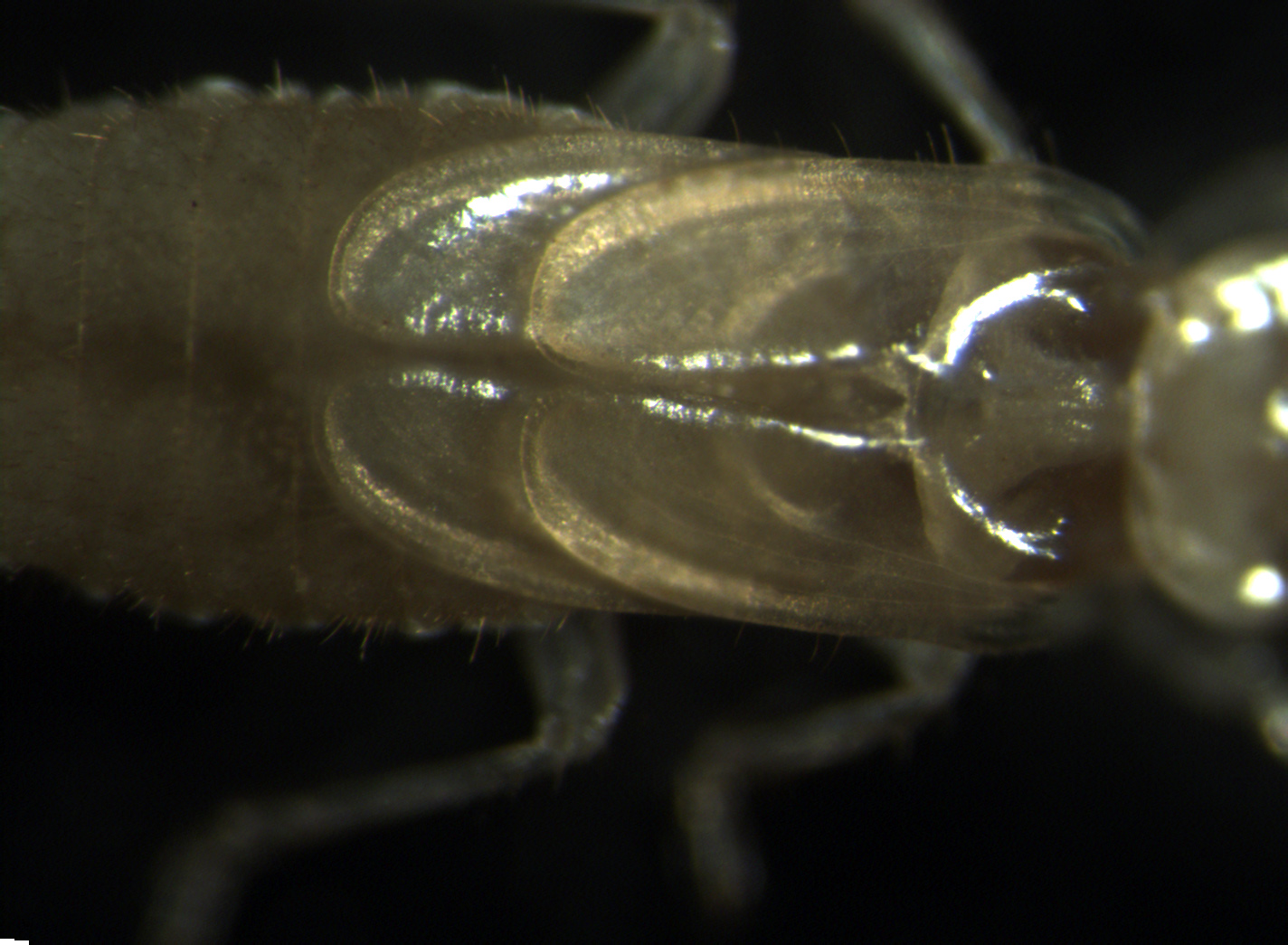
Flügelscheiden (Detail)
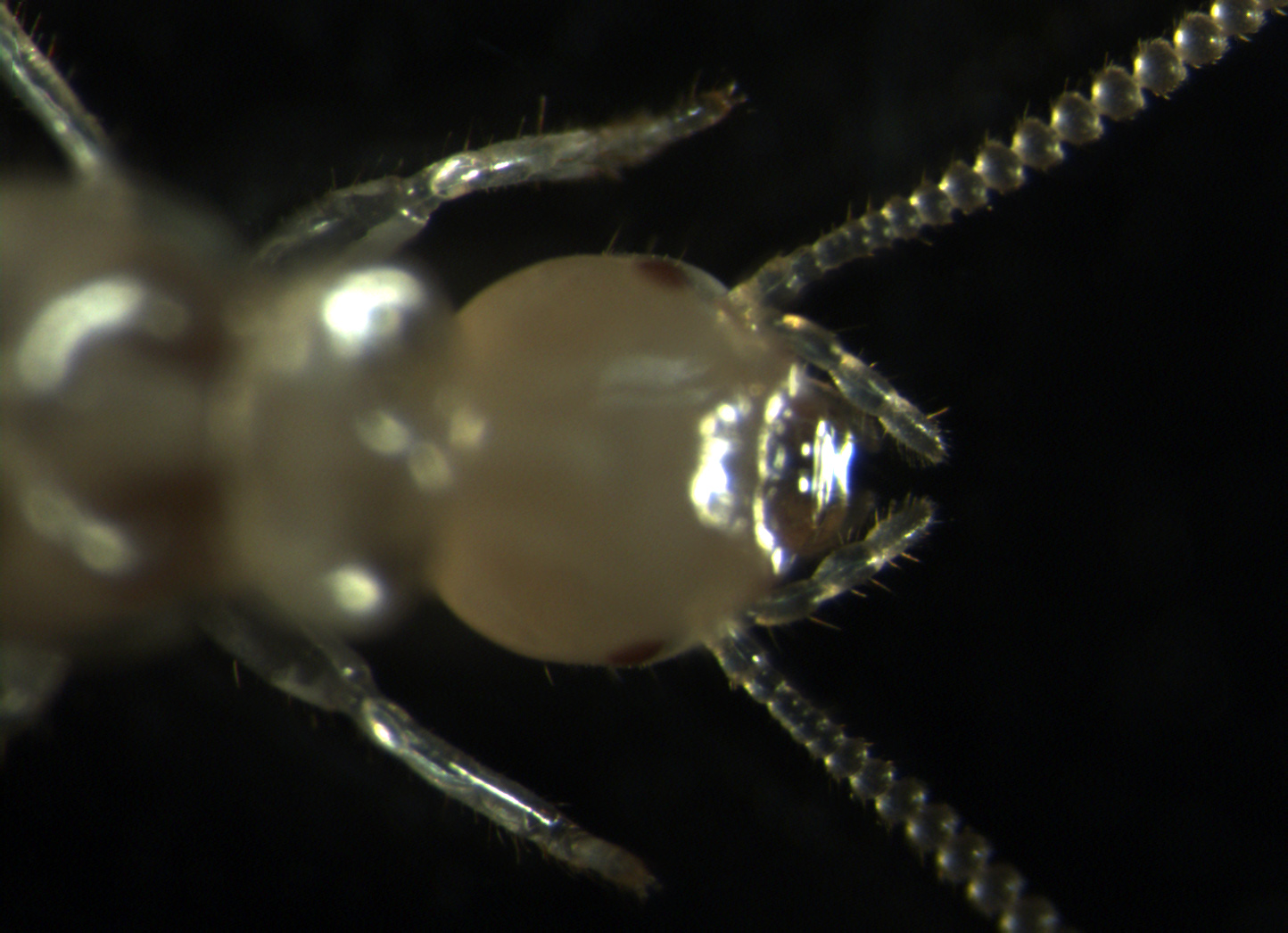
Kopf

## Lebenszyklus, Differenzierung von Kasten
Ein Termitennest wird bei allen Arten im Regelfall durch ein geflügeltes Weibchen und ein geflügeltes Männchen begründet (2009 wurde entdeckt, dass bei zumindest einer Art alternativ auch parthenogenetische Fortpflanzung vorkommt). Bis heute ist keine Art ohne voll geflügelte Geschlechtstiere in beiden Geschlechtern entdeckt worden. Diese werden nach erfolgreicher Koloniegründung als „Königin“ und „König“ bezeichnet. Die geflügelten Geschlechtstiere oder „Alatae“ finden sich im Anschluss an einen Hochzeitsflug am Boden. Zur Vergrößerung des nutzbaren Genpools schwärmen Termitenarten regional synchronisiert in Massenflügen aus, die zu bestimmten Jahreszeiten stattfinden und durch besondere Wetterbedingungen ausgelöst werden. Bei einigen Arten lockt das Weibchen das Männchen durch einen Sexuallockstoff (Pheromon) an, bei anderen Arten wurde kein Pheromon nachgewiesen. Termitenweibchen paaren sich nur mit einem Männchen, das Paar bleibt anschließend zur Gründung einer neuen Kolonie zusammen. Die Geschlechtstiere werfen im Anschluss an den Hochzeitsflug die Flügel (an vorgebildeten Bruchlinien) ab, die eigentliche Paarung erfolgt am Boden, in der Regel am neuen Neststandort.
Als seltene Ausnahme können bei wenigen Arten viele untereinander nicht unbedingt verwandte Geschlechtstiere gemeinsam ein Nest begründen, dieses Phänomen wird als „Pleometrosis“ bezeichnet. Eine Begründung von neuen Kolonien durch Spaltung oder „Knospung“, d. h., Abspaltung eines Teils der vorhandenen Kolonie (wie bei Honigbienen) findet im Normalfall nicht statt (es gibt Ausnahmen, v. a. bei Reticulotermes und Mastotermes). Einige Arten bilden allerdings Satellitennester aus, die vom Mutternest abhängig bleiben. Selten und nur bei wenigen Arten passiert es auch, dass benachbarte Kolonien derselben Art miteinander fusionieren (verschmelzen). Im Normalfall sind Termiten Artgenossen aus anderen Kolonien derselben Art gegenüber aber hochgradig aggressiv.
Bei vielen Arten wird beobachtet, dass eine Kolonie über den Tod des begründenden Paars hinaus bestehen bleiben kann. In diesem Fall differenzieren einige Entwicklungsstadien (Larven oder Nymphen) sich zu sekundären Geschlechtstieren. Solche Geschlechtstiere besitzen niemals Flügel und bleiben in ihrer sonstigen Morphologie larvenähnlich, nur die Geschlechtsdrüsen (Gonaden) reifen aus. Vermehrung mit solchen larvenförmigen Geschlechtstieren wird in der Biologie als Neotenie bezeichnet. Je nach Art kann das Gründerpaar durch zahlreiche neue neotenische weibliche und männliche Geschlechtstiere oder nur durch ein einziges neues Paar ersetzt werden (z. B. alle Kalotermitidae); im zweiten Fall werden die überzähligen Tiere durch aggressives Verhalten untereinander eliminiert. Neotenische Ersatz-Geschlechtstiere sind Geschwister, von ihnen aufrechterhaltene Kolonien zeichnen sich deshalb durch hohe Inzuchtraten aus.
Termiten sind „hemimetabole“ Insekten, deren Entwicklungsstadien im Körperbau den Adulti (den Geschlechtstieren) ähneln. Im Sprachgebrauch der Termitenforscher werden Entwicklungsstadien ohne Flügelanlagen als „Larven“, solche mit äußerlich sichtbaren Flügelknospen (Flügelscheiden) als „Nymphen“ bezeichnet. Nymphen werden nur für die Produktion neuer Geschlechtstiere gebildet, da die Arbeiter und Soldaten flügellos sind und bleiben. Die von der Termitenkönigin gelegten und vom König befruchteten Eier entwickeln sich auf verschiedenen Entwicklungspfaden unterschiedlich. Da alle Termitenarten soziale Insekten sind und in Kolonien oder Staaten zusammenleben, werden zusätzlich zu den neuen Geschlechtstieren andere Kasten ausgebildet. Bei allen Termiten kommt ein als Arbeiter bezeichnetes Stadium vor, das sich nicht fortpflanzt. Weiterhin existiert fast immer eine zweite sich nicht fortpflanzende Kaste, die als Soldaten bezeichnet wird, deren einzige Aufgabe die Verteidigung ist. Soldaten treten in allen Familien der Termiten, auch bei den ursprünglichsten Vertretern, auf; wenige Arten besitzen keine Soldaten-Kaste, sie wurde bei ihnen sekundär aufgegeben. Im Gegensatz zu den Insektenstaaten der Hautflügler sind die Tiere der nicht reproduzierenden Kasten bei den Termiten beiderlei Geschlechts, obwohl bei vielen Arten in einzelnen Kasten (z. B. bei den Soldaten) jeweils ein Geschlecht deutlich überwiegen kann.
Ob ein bestimmtes Individuum sich zu einem geflügelten Geschlechtstier, einem neotenen Ersatz-Geschlechtstier, einem Arbeiter oder einem Soldaten entwickelt, wird im Kern durch Umwelteinflüsse gesteuert. Welcher Entwicklungspfad jeweils eingeschlagen wird, wird hormonell gesteuert, insbesondere scheint der Spiegel des Juvenilhormons äußerst wichtig zu sein. Der Hormonspiegel selbst wird durch externe Signale geregelt. Wichtig sind dabei vor allem soziale Signale aus der Kolonie selbst. Dies sind z. B. als Pheromone wirksame Substanzen in der Kutikula, die die heranwachsende Larve durch direkten Kontakt und durch die gegenseitige Fütterung (Trophallaxis) aufnimmt, dadurch wird es z. B. allen Larven mitgeteilt, ob eierlegende Geschlechtstiere in der Kolonie vorhanden sind oder nicht. Eine Besonderheit aller „niederen“ Termiten ist es, dass die Entwicklungspfade bei ihnen hochgradig flexibel bleiben und ineinander übergehen können. Mit Ausnahme der Soldaten können sich bei ihnen im Prinzip alle Tiere zu Geschlechtstieren entwickeln (und selbst bei den Soldaten existieren Ausnahmen). Aber auch Tiere, die den Entwicklungspfad zu Geschlechtstieren eingeschlagen haben, d. h., die sog. Nymphen (mit Flügelscheiden) können sich durch „regressive“ Häutungen in Arbeiter zurückverwandeln. Arbeiter können sich durch stationäre Häutungen in Arbeiter desselben Stadiums ohne morphologische Weiterentwicklung häuten. Durch regressive und stationäre Häutungen lassen sich bei den niederen Termiten also zwar durchaus verschiedene Stadien unterscheiden, es ist aber nicht möglich, anhand des Stadiums das Alter oder die Vorgeschichte eines einzelnen Tiers zu erkennen. Im Gegensatz zu den niederen Termiten wird bei der Familie Termitidae in einem frühen Larvenstadium unwiderruflich das künftige Schicksal festgelegt. Die Tiere, die sich zu Arbeitern entwickeln, können bei ihnen nicht mehr zu normalen Geschlechtstieren werden (möglich ist nur eine Art Ersatz-Geschlechtstier mit stark reduzierter Eiproduktion). Die Anzahl der Stadien ist artspezifisch verschieden. Typischerweise sind die ersten zwei Larvenstadien immer ohne Flügelanlagen. Geflügelte Tiere werden im Ausnahmefall über ein einziges Nymphenstadium gebildet, in der Regel existieren aber zwei oder mehr, die sich in der Länge der Flügelscheiden unterscheiden. Auch zur Produktion funktioneller Arbeiter sind oft noch mehrere durch Häutungen getrennte Stadien erforderlich. Soldaten entwickeln sich aus Arbeitern (selten auch aus Nymphen). Dem fertigen Soldaten geht dabei in der Regel ein Umwandlungsstadium mit funktionsuntüchtigen Mundwerkzeugen (ein sog. Präsoldat) voran. Auch (neotene und geflügelte) Geschlechtstiere besitzen in der Regel vor der Reifung der Gonaden mindestens ein inaktives Übergangsstadium.

### Arbeiter
Wie oben erwähnt, unterscheiden sich Arbeiter der Termitidae und der anderen Familien. Nur bei den Termitidae (und zusätzlich einigen höher entwickelten Gattungen ihrer Schwestergruppe, der Rhinotermitidae) ist die Umwandlung zum (männlichen oder weiblichen) Arbeiter unumkehrbar. Arbeiter der niederen Termiten können sich hingegen immer noch zu Geschlechtstieren häuten. Alle Arbeiter dieser Arten sind also Larvenstadien. Um den Unterschied zu den Arbeitern der Termitidae, aber auch den Arbeiterinnen der Ameisen und Bienen zu betonen, werden sie häufig als „falsche Arbeiter“ bzw. (aus dem Griechischen abgeleitet) als Pseudergaten bezeichnet. Bei den urtümlichsten Termitenstaaten der Termopsidae und Hodotermitidae (nicht aber bei den morphologisch noch urtümlicheren Mastotermitidae), die ihre Nester in einem einzelnen Stück Holz bauen und nicht zur Nahrungssuche ausschwärmen, wandeln sich letztendlich fast alle Tiere zu Alatae, wenn der Nahrungsvorrat erschöpft ist. Dies bemerken die Tiere offensichtlich rein mechanisch, anhand der unterschiedlichen Schwingungen des Holzes. Die „Arbeiter“ dieser Arten sind auch eigentlich fehlbenannt, da sie vom ersten Larvenstadium selbsttätig fressen, das heißt ohne Brutpflege für sich selbst sorgen. Die Arbeiter arbeiten also gar nicht, sie tragen direkt nichts zum Erhalt der Kolonie bei (dies tun allerdings die Soldaten dieser Arten). Arbeiter verzichten hier also nicht etwa endgültig auf die Fortpflanzung, sie schieben sie nur mehr oder weniger lange auf. Der biologische Sinn dieses Verhaltens könnte in dem Nest bestehen, das einen wertvollen Besitz darstellt, weil günstige Holzstücke knapp und stark umkämpft sind (in tropischen Regenwäldern werden zwischen 60 % und 100 % des Totholzes von Termiten abgebaut). Es besteht immer die Chance, diesen wertvollen Besitz als Ersatz-Geschlechtstier zu „erben“.
Die Arbeiter der Termitidae häuten sich nicht zu Geschlechtstieren, sie sind aber in der Körpergestalt den Larven ähnlicher als den geflügelten Tieren. Immer sind sie augenlos und schwach sklerotisiert, meist gelblich oder weißlich gefärbt. Dunkel sind nur die prominenten, stark sklerotisierten Mundwerkzeuge, mit denen die Nahrung behandelt wird. Die Arbeiter der Termitidae und die Pseudergaten der Rhinotermitidae, Hodotermitidae und Mastotermitidae schwärmen aus dem Nest zur Nahrungssuche aus, z. B. je nach Art Holz, trockenes Gras, Kot, Humus oder Blattstreu. Da die Tiere Licht scheuen, bauen sie, wenn zum Erreichen einer ergiebigen Nahrungsquelle oberirdische Wege erforderlich sind, lange, tunnelartige Galerien. Einige höhere Termiten, vor allem der pilzzüchtenden Unterfamilie Macrotermitinae, haben sogar zwei unterschiedliche Arbeiterkasten entwickelt; kleine Arbeiter für die Brutfürsorge, die Pflege der Pilzzuchten und zum Bauen, große Arbeiter zum Einsammeln der Nahrung. Die Nahrungszüge der Arbeiter werden bei diesen Arten von Soldaten begleitet.

### Soldaten
Die Aufgabe der Soldaten ist ausschließlich die Verteidigung der Kolonie. Zu diesem Zweck weisen sie einen meist auffällig umgestalteten Körperbau auf. Bei vielen Arten ist der Kopf relativ zum übrigen Körper extrem vergrößert. Wichtigste Waffe bei den meisten Arten sind stark vergrößerte Mandibeln. Diese dienen als Beißwerkzeuge. Bei vielen Termitidae der Gattung Termes und einiger verwandter Gattungen werden die stark verlängerten Mandibeln stattdessen ineinander verhakt und wie eine Feder gespannt. Bei Feindberührung schnellt die Mandibel mit großer Geschwindigkeit durch die freigesetzte Federkraft vor und kann Feinde wegkatapultieren oder sogar regelrecht zerschmettern. Einige Arten, die in hartem Holz leben, haben die Mandibeln dagegen zurückgebildet. Der stark sklerotisierte Kopf dient bei ihnen als Pfropfen, der den Gang verschließt (z. B. Gattungen Cryptotermes und Calcaritermes).
Zusätzlich zu den Mandibeln haben die Termiten ein reiches Arsenal chemischer Waffen entwickelt. Viele Arten besitzen dazu eine spezielle Drüse in der Kopfkapsel (als Frontaldrüse bezeichnet), die ein giftiges und/oder stark klebriges Sekret auf Feinde sprüht oder schleudert. Die Frontaldrüse wird manchmal zusätzlich zu den Mandibeln eingesetzt. Die Soldaten einer Soldatenkaste der Rhinotermitidae und alle Soldaten der Nasutitermitinae sind auf diese chemische Verteidigung als einzige Waffe umgeschwenkt, die Frontaldrüse sitzt bei ihnen an der Spitze eines schnabelartig verlängerten Rostrums, die Mandibeln sind zurückgebildet. Bei Globitermes verzichten die Soldaten sogar darauf, ihre Attacke besteht in einem selbstmörderischen Aufreißen der Körperwand mit Freisetzung des Sekrets.
Einige Termitenarten der fortgeschritteneren Entwicklungslinien, die in großen Staaten leben, haben nicht nur verschiedene Arbeiter-, sondern auch mehrere Soldatenkasten entwickelt. Die Macrotermitinae haben z. B. kleine Soldaten, die die Nahrungszüge der Arbeiter begleiten und eine erste Verteidigungslinie bilden. Stoßen sie auf Eindringlinge im Nest oder starken Widerstand, rekrutieren sie durch mit dem Kopf erzeugte Klopfgeräusche die großen Soldaten.
Wesentliche biologische Aufgabe der Soldaten, zumal bei den kleineren Nestern der urtümlichen Arten, ist die Verteidigung des Nests gegen andere Termiten der gleichen Art oder verwandter Arten. Bei fast allen wesentlich ist auch die Verteidigung gegenüber Ameisen, welche die wichtigsten biologischen Antagonisten darstellen. Eine Reihe von Ameisenarten ist auf Termiten als Nahrung spezialisiert. Nur bei wenigen hochentwickelten Arten mit großen Nestern sind die Soldaten auch zur Verteidigung gegen andere Prädatoren wie z. B. Wirbeltiere effektiv. Meist sind die besonderen Waffen der Soldaten nur effektiv bei der Verteidigung in engen Hohlräumen. In offenen Räumen werden sie von den agileren Ameisen leicht umgangen und durch Angriff auf der Rückseite erbeutet. Termiten versuchen deshalb, Löcher und Schäden an ihren Bauten und Nestern so schnell wie möglich zu verschließen.

### Geschlechtstiere
Der Hinterleib der Königin ist bei den höheren Termiten zur Beschleunigung der Eiproduktion so stark angeschwollen, dass die Tiere sich nicht mehr bewegen können. Ein solches „physogastrisches“ Weibchen kann 30.000 Eier am Tag und viele Millionen während ihres langen Lebens (vermutlich 10 Jahre möglich) legen. Dabei ist (fast einmalig bei den Insekten) echtes Wachstum der Kutikula beteiligt. Die zunächst geringe Zahl reifer Ovariolen der Königin wird später erhöht und auch ihre Länge nimmt zu, nicht aber ihre Gesamtzahl. Anders als bei den staatenbildenden Hautflüglern (Bienen, Wespen und Ameisen) bleibt das Männchen (König) am Leben und begattet die Königin auch später noch regelmäßig. Die männlichen Tiere sind weniger auffällig, sie unterscheiden sich vor allem durch die dunklere Farbe und die Narben der abgeworfenen Flügel von Arbeitern. Die Eier sind walzig, bisweilen gekrümmt, an den Enden abgerundet und von ungleicher Größe. Neotenische Ersatz-Königinnen besitzen meist einen Hinterleib, der ebenfalls angeschwollen ist, aber nicht die Ausmaße der ursprünglichen Königin erreicht. Im Gegensatz zur ursprünglichen Königin sind sie heller gefärbt und augenlos. Sie können Flügelscheiden besitzen, wenn sie aus Nymphen hervorgehen, oder nicht, wenn sie sich aus Arbeitern entwickelt haben. Sehr selten bilden sie verkürzte echte Flügel aus. In Termitenbauten leben die Geschlechtstiere in der Regel abgeschlossen in einer besonderen, dickwandigen Zelle. Geflügelte Geschlechtstiere werden im Normalfall im Bau weder begattet noch legen sie hier Eier. Ihre Aufgabe ist die Begründung neuer Kolonien, meist fernab des Mutternestes.

## Termitenbauten

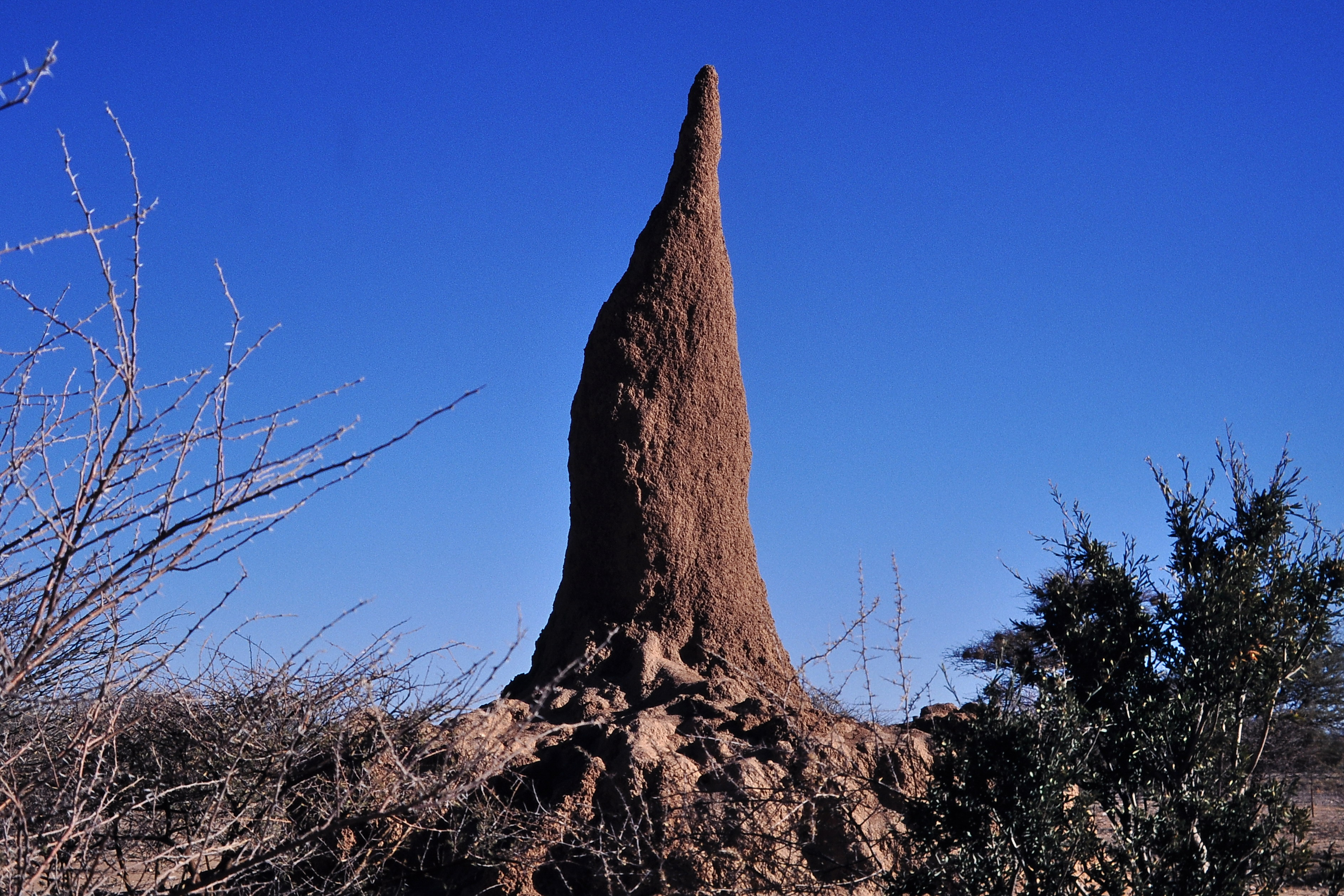
Termitenhügel in Namibia

Termitennester der ursprünglichsten Arten werden innerhalb von totem Holz angelegt, bei den Mastotermitidae und Termopsidae in teilweise zersetztem, verrottendem Holz, bei den Kalotermitidae in unzersetztem, hartem Holz. Mastotermes erweitert sein Nest später oft ins Erdreich. Die meisten Rhinotermitidae, besonders auch die in gemäßigten Breiten vorkommenden Gattungen Reticulitermes und Coptotermes, bauen unterirdische Erdnester. Die Serritermitide Serritermes baut Nester ausschließlich in die Außenwand der Nester anderer Termitenarten. Sowohl Baumnester als auch die spektakulären Termitenhügel tropischer Wälder und Savannen stammen von Termitidae-Arten. Wissenschaftler der südafrikanischen Universität Stellenbosch konnten feststellen, das die aktiven Termitenbauten im Namaqualand bis zu 34.000 Jahre alt sind.
Baumnester kommen bei zahlreichen Gattungen vor, unter anderem Termes und Nasutitermes. Die Nester sind in der Regel über tunnelartige Galerien am Baumstamm mit dem Erdboden verbunden. Die Baumnester und Galerien bestehen aus einer kartonartigen Masse aus zerkautem Holz. Sie besitzen meist in der Mitte eine besonders dickwandige Zelle für die Geschlechtstiere.
Die großen Termitenhügel bestehen hauptsächlich aus mit Speichel gebundener Erde, besitzen große Festigkeit und enthalten zahlreiche Zellen und Gänge, die als Wiegen für die Brut und zur Fortbewegung und somit Kommunikation zwischen allen Teilen des Baus dienen. Die afrikanischen Macrotermes belliciosus bzw. Macrotermes natalensis und australischen Nasutitermes triodiae bauen konvergent fast gleich aussehende, gewaltige „Kathedralenhügel“ mit zahlreichen Türmchen und Spitzen, die mehr als acht Meter Höhe erreichen können. Der Bau erstreckt sich unter dem Hügel bis ins Erdreich hinein. Ein Bau kann zwei bis drei Millionen Individuen mit einem Gesamtgewicht von mehr als 20 kg enthalten. Einige Bauten sollen über einen Zeitraum von 100 Jahren bewohnt gewesen sein. Typischerweise sind die Hügel aber kleiner und enthalten etwa 5.000 bis 200.000 Tiere mit einer Biomasse zwischen etwa 160 g und 1,4 kg.
Die Hügel dienen zur Regulation des Mikroklimas im Nest und schützen mit harten Außenwänden vor Fressfeinden. Mikroklimatisch sind in erster Linie zwei Bedürfnisse zu erfüllen, die in Konflikt miteinander geraten können. Durch die hohe Stoffwechselaktivität der Termiten, im Falle von Macrotermes aber mehr noch der als Nahrung kultivierten Pilze, entsteht viel Kohlendioxid, das durch ein Entlüftungssystem abgeführt werden muss. Gleichzeitig soll die Temperatur im Bau so konstant wie möglich gehalten werden, wobei die optimale Temperatur oft um 30 °C liegt. Die Form des Hügels steht im Dienst dieser Funktionen. In der Außenwand der oben geschlossenen Macrotermes-Zinnen steigt erwärmte Luft nach oben. Die Erneuerung erfolgt über fallende Luftmassen im zentralen Schlot. Andere Termitenarten z. B. Macrotermes jeanneli und subhyalinus und Odontotermes-Arten bauen oben offene Röhren, bei denen im zentralen Schlot die Luft nicht nach unten, sondern nach oben strömt. Sie nutzen den Kamineffekt.
Die australischen Arten Amitermes meridionalis und Amitermes laurensis bauen Hügel, die keine annähernd runde Form haben, sondern wie dünne, hohe Wände aussehen und aufgrund ihres Magnetsinns von Norden nach Süden ausgerichtet sind. Der Zweck dieser Bauweise ist es, eine möglichst konstante Innentemperatur aufrechtzuerhalten. Wenn morgens die Sonne im Osten aufgeht, wird gleich eine große Oberfläche des Baus bestrahlt und er kann so nach der kalten Nacht wieder Wärme tanken. Mittags, wenn die Sonne senkrecht am Himmel steht, bietet das Nest der Strahlung eine minimale Oberfläche und es erhitzt sich nicht weiter. Abends dann, wenn die Sonne aus Richtung Westen scheint, bescheint sie wieder eine große Fläche und der Termitenhügel kann für die kalte Nacht noch einmal Wärme speichern.

### Einmieter und Termitophile
Termitennester werden nicht nur von ihren Erbauern bewohnt und genutzt. Es handelt sich um Miniatur-Ökosysteme (oder Synusien) mit zahlreichen angepassten Arten. Neben Arten, die auf Termiten parasitieren, kommen in fast allen Nestern Mitbewohner vor, die sich von Abfällen oder Resten ernähren und für die Termiten weder schädlich noch irgendwie nützlich sind. Diese werden als Kommensalen bezeichnet. Mitbewohner in Nestern generell werden auch als Inquilinen bezeichnet, unabhängig davon, ob ihre Lebensweise kommensalisch oder parasitisch ist. Viele Insektenarten sind ausschließlich aus Termitennestern bekannt: Viele Fischchen der Familie Ateluridae, viele Käfer, v. a. Kurzflügelkäfer, Stutzkäfer und Blatthornkäfer, zahlreiche Zweiflügler wie Termitenfliegen und andere Buckelfliegen und etliche andere. In Brasilien sind leuchtende Termitennester bemerkenswert, die durch die Biolumineszenz eines häufig in der Nesthülle grabenden Käfers (Pyrearinus termitilluminans Costa, 1982 Familie Elateridae) verursacht werden. Als Inquilinen kommen darüber hinaus regelmäßig zahlreiche Termitenarten vor, die zu anderen Arten als der des Erbauers des Nestes zählen. Auch einige Ameisenarten nisten ausschließlich in Termitennestern. Diese können ihrem Wirt sogar nützlich sein, indem sie ihn gegen andere, räuberische Ameisen verteidigen. Nach dem Tod der Termitenkolonie bieten die Bauten in Savannen einen Keimgrund für zahlreiche Pflanzenarten, die hier sonst nicht vorkommen könnten. Dadurch bilden sich manchmal Wäldchen oder Dickichte in sonst einheitlichem Grasland. Aus diesem Grund und wegen der hohen Biomasse und Stoffumsätze in den Tropen (Termiten können in tropischen Wäldern 90 % der gesamten Bodenbewohner ausmachen) werden sie als „Ökosystem-Ingenieure“ bezeichnet.
In Australien ist eine Vogelart, der Goldschultersittich, auf Termitenbauten als Brutplatz angewiesen.

## Schäden und Bekämpfung
„Viele Arten gelten als Schrecknis der heißen Länder; sie dringen scharenweise in die menschlichen Wohnungen und zerstören namentlich Holzwerk, indem sie dasselbe im Innern völlig zerfressen, die äußere Oberfläche aber verschonen, so dass scheinbar unversehrte Gegenstände bei geringer Erschütterung zusammenbrechen. Die Termiten führen ihre Arbeiten nur nachts aus und unternehmen auch weite Wanderungen; ihre ärgsten Feinde sind die Ameisen, die förmlich gegen sie zu Felde ziehen.“ (Meyers Konversationslexikon 1880)
Eine Reihe Termitenarten sind gefürchtete Schädlinge. Weltweit sind etwa 180 Arten bekannt, die Schäden an Nutzholz und Gebäuden verursachen können, 83 davon ernsthafte. Gebäudeschädigende Termiten sind vor allem die bodennistenden Arten, vor allen anderen die Gattungen Reticulitermes und Coptotermes. Diese benötigen angefeuchtetes Holz (oder zumindest eine Quelle für Wasser) und werden deshalb als „Feuchtholztermiten“ zusammengefasst. Die „Trockenholztermiten“ der Familie Kalotermitidae befallen auch vollkommen trockenes Holz, die von ihnen verursachten Schäden sind aber geringer. Da Trockenholztermiten im Inneren von verarbeitetem Holz nisten und dauerhaft leben können, werden sie leicht weltweit verschleppt. Die erdnistenden Arten sind hingegen meist eher lokal verbreitet, zumindest zwei Arten, Coptotermes formosanus und Reticulotermes flavipes, treten aber inzwischen fast weltweit auf. In tropischen Ländern werden gebäudeschädigende Termiten häufig kaum bekämpft, weil dies wegen ihrer Allgegenwart sinnlos wäre. In den USA werden die jährlichen Aufwendungen für Termitenbekämpfung bereits für die 1990er Jahre auf weit über eine Milliarde Dollar jährlich geschätzt, die Kosten der Gebäudeschäden sind darin nicht enthalten. In Australien wird der jährliche Schaden auf 100 Millionen Dollar geschätzt. Obwohl man es einer solchen „Reliktart“ kaum zutrauen würde, ist Mastotermes darwiniensis in Australien der am meisten gefürchtete Schädling, der beinahe jedes Holz, einschließlich imprägnierter Telegrafenmasten, befallen kann; die Art ist im Zweiten Weltkrieg nach Neuguinea verschleppt worden. In Europa werden die Bekämpfungskosten allein in Frankreich auf ca. 200 Millionen Euro im Jahr, die Gesamtkosten auf 500 Millionen Euro im Jahr geschätzt.

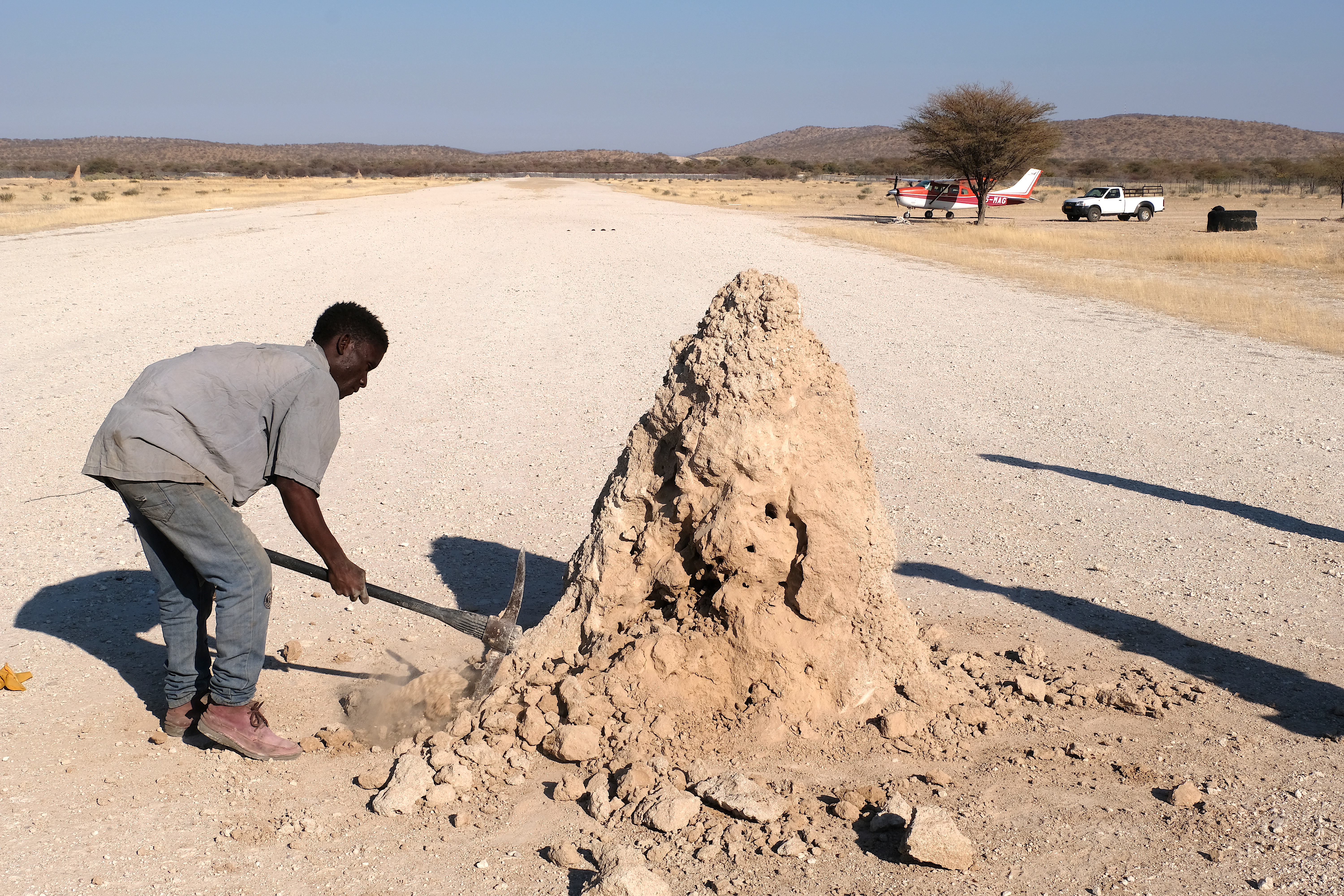
Termitenhügel auf der Flugpiste in Khorixas, Namibia (2018)

Viele weitere Schäden gehen auf Termiten zurück, z. B. können sie großflächig die PVC-Ummantelung von elektrischen Erdkabeln zerstören oder unbeobachtet können Termitenbauten ein Hindernis werden.
Die wichtigsten Bekämpfungsmethoden umfassen Befallsprävention durch Erdbarrieren und Holzimprägnierung und direkte Bekämpfung, meist mit vergifteten Ködern. In den USA ist es üblich, das Erdreich unter und in der Nähe von Häusern großflächig präventiv mit Insektiziden zu vergiften, dies ist teilweise durch Regierungsstellen oder Versicherungen so vorgeschrieben. Die früher meist eingesetzte Wirkstoffklasse der Cyclodiene (z. B. Aldrin und Dieldrin) wird heute mit massiven Umwelt- und Gesundheitsschäden in Verbindung gebracht.
In den Tropen sind einige Termitenarten auch als landwirtschaftliche Schädlinge bedeutsam, die lebende Pflanzen oder Pflanzenteile befallen, häufig die Wurzeln und von dort aus die Stängel. Eine oft betroffene Kulturpflanze ist z. B. die Erdnuss. In der Forstwirtschaft sind sie vor allem dort ein Problem, wo exotische Nutzhölzer wie Eucalyptus-Arten angepflanzt werden.

### Termiten in Deutschland
In Deutschland kommt keine der zehn europäischen Termitenarten ursprünglich (autochthon) wild lebend vor. Beobachtet werden eingeschleppte Arten, die sich gelegentlich dauerhaft ansiedeln können. Am bekanntesten geworden ist ein Befallsherd im Hamburger Hafen, wo in den 1930er Jahren in Bauholz Termiten entdeckt worden waren. Die Art wurde jahrzehntelang als die Gelbfüßige Bodentermite (Reticulitermes flavipes) angegeben, nach neueren Untersuchungen soll es sich nicht um diese (amerikanische) Art handeln, sondern um die südeuropäische Lichtscheue Bodentermite (Reticulitermes lucifugus). Die Termiten leben offensichtlich bis heute dort. Befallsherde liegen, durch unterirdische Fernheizrohre begünstigt, im Bereich des Allgemeinen Krankenhauses in Hamburg-Altona und im Gerichtsviertel in Hamburg-Mitte. Weitere Einschleppungen sind bisher selten und vereinzelt geblieben, meist handelt es sich um Reticulitermes-Arten, sehr selten um andere, z. B. Cryptotermes brevis in Berlin. Diese Art kann sich aber vermutlich in Mitteleuropa nicht dauerhaft halten. Auf iNaturalist wurde auch ein Fund einer Coptotermes-Art in einem Wasserpark in Brandenburg verzeichnet sowie drei Funde der Gelbhalsholztermite (Kalotermes flavicollis) in der Nähe von Aachen, im Norden Brandenburgs und an einer nicht näher angegebenen Stelle in Deutschland.

## Nutzung von Termiten
Die protein- und fettreichen Geschlechtstiere mancher Arten sind essbar und ein wichtiges Nahrungsmittel der indigenen Bevölkerung Afrikas und Südamerikas. Aber bereits altsteinzeitliche Menschen oder Vormenschen nutzten Werkzeuge zur Gewinnung von Termiten. Werkzeuggebrauch zu diesem Zweck (Beute v. a. Macrotermes. spp.) wurde auch bei Schimpansen regelmäßig beobachtet und scheint auch bei ihnen nicht angeboren zu sein, sondern kulturell weitergegeben zu werden. Damit gehört die Gewinnung von Termiten zu den wenigen Beispielen für den frühesten Werkzeuggebrauch und ist von Bedeutung für die Evolution des Menschen.
In Australien werden 1 m bis 2,50 m lange Abschnitte von Eukalyptusstämmen, die von Termiten ausgehöhlt wurden, für den Bau des Musikinstruments Didgeridoo genutzt. Die licht- und temperaturempfindlichen Termiten höhlen die Abschnitte durch Entfernen des harten und trockenen Kernholzes des noch lebenden Baumes aus, während sie das  Feuchtigkeit führende Splintholz vermeiden, das auf sie auch toxisch wirkt.

## Systematik
Die Termiten wurden erstmals 1832 von Gaspard Auguste Brullé als eigene Ordnung beschrieben. Darauffolgend wurden die Termiten, die sich durch ihre staatenbildende und holzfressende Lebensweise deutlich von anderen Insekten unterscheiden, lange Zeit als eigene Ordnung (Isoptera) betrachtet. Bereits 1934 wurde jedoch die Verwandtschaft von Termiten mit den holzfressenden Schaben der Gattung Cryptocercus vorgeschlagen, basierend auf der Ähnlichkeit ihrer magenbewohnenden Flagellaten. Bereits 1965 wurde in einer morphologischen Studie von McKittrick darauf hingewiesen, dass die Schaben und Termiten näher miteinander verwandt sind, als bis dahin weithin angenommen. Vor allem ein Vergleich zu Cryptocercus punctulatus war ausschlaggebend, da die Nymphen von Cryptocercus hohe Ähnlichkeiten mit Termitennymphen aufwiesen. Eine Studie von Inward et al. im Jahr 2007 schlug auf Basis der bisher umfangreichsten molekularen phylogenetischen Analyse auf Basis von 16S rRNA vor, die Termiten in den Rang einer Familie (Termitidae) innerhalb der Schaben zu stellen. Bereits in dieser Studie wurde die Position als Schwestertaxon der Cryptocercidae innerhalb der Überfamilie Blattoidea dargestellt. Nach dem Linnéschen System (Systema Naturae) müssten die Termiten somit den Rang einer Familie (Termitidae) erhalten. Daraufhin erschien ein wissenschaftlicher Kommentar von Lo et al. (2007), der vorschlug, die Termiten nicht als Familie einzugliedern, weil dadurch die anerkannte Systematik der Termiten durcheinander gebracht würde. Die bisherigen Termitenfamilien wären in den Rang von Unterfamilien gestellt und die bisherige Familie Termitidae würde stellvertretend für alle Termiten stehen. Stattdessen wurde die Position als Unterordnung oder Infraordnung der Schaben (Isoptera), Überfamilie innerhalb der Schaben (Termitoidea) oder Epifamilie innerhalb der Überfamilie Blattoidea (Termitoidae) vorgeschlagen. In einer Antwort auf diesen Kommentar stimmten Eggleton et al. (2007) der Einordnung als Epifamilie zu, da diese die taxonomische Einteilung am problemlosesten unterstützen würde. Eine weitere Studie von 2008 (Ware et al.) bestätigte die Position der „Isoptera“ als Schwestertaxon der Cryptocercidae innerhalb der Schaben. Eine Studie von 2009 von Ohkuma et al. konnte zeigen, dass die Trichonympha-Flagellen (den Parabasalia zugeordnet) in den Mägen der Cryptocercidae und „Isoptera“ einen gemeinsamen Ursprung haben, also vom gemeinsamen Vorfahren beider Taxa vertikal weitergegeben wurden und sich schließlich auseinanderentwickelten. Termiten sowie die Gattung Cryptocercus teilen morphologische und soziale Merkmale, beispielsweise zeigen die meisten Schaben keine sozialen Eigenschaften in ihrem Verhalten, aber Cryptocercus ist bekannt für Brutpflege und zeigt andere soziale Verhaltensweisen wie Trophallaxis und Soziale Körperpflege. Termiten werden als Nachkommen der Cryptocercidae angesehen. Neben Cryptocercus wurde auch Parasphaeria boleiriana als alternatives Modell zur Termitenevolution vorgeschlagen.
2013 waren 2929 Termitenarten bekannt, die traditionell in sieben Familien eingeteilt werden: Mastotermitidae, Termopsidae, Hodotermitidae, Kalotermitidae, Serritermitidae, Rhinotermitidae, Termitidae. Diese Namen werden so in fast allen Artikeln und Veröffentlichungen verwendet. Eine Studie unter Berücksichtigung rezenter und fossiler Arten hat 2009 zu einigen Änderungen dieser klassischen Einteilung geführt. So weisen die Autoren nach, dass die bisherige Familie Termopsidae paraphyletisch ist. Für die rezenten Arten werden die Familien Archotermopsidae und Stolotermitidae neu gebildet. Die Gattung Stylotermes wird aus den Rhinotermitidae herausgelöst, für sie wird die neue Familie Stylotermitidae gebildet. Andere Autoren äußern wiederholt den Verdacht, dass die Familie Rhinotermitidae gegenüber den Termitidae paraphyletisch sein könnte. Dieser Verdacht ergibt sich u. a. aufgrund einiger molekularer Studien. Die bisherige Datengrundlage ist aber für eine tatsächliche Aufspaltung noch nicht ausreichend. Damit werden nun neun Familien anerkannt:
- Archotermopsidae (3 Gattungen, 11 Arten)
- Stolotermitidae (2 Gattungen, 10 Arten)
- Hodotermitidae (3 Gattungen, 19 Arten)
- Mastotermitidae (1 Art, Mastotermes darwiniensis)
- Kalotermitidae (21 Gattungen, 449 Arten)
- Rhinotermitidae (12 Gattungen, 316 Arten)
- Stylotermitidae (1 Gattung, 43 Arten)
- Serritermitidae (2 Gattungen, 3 Arten)
- Termitidae (8 Unterfamilien, 247 Gattungen, 2026 Arten)

### Arten in Europa (Auswahl)
In Europa kommen etwa 10 Termitenarten natürlicherweise vor. Ein paar weitere Arten wurden eingeschleppt.
- Bifiditermes rogierae – Kanaren
- Cryptotermes brevis – eingeschleppt aus dem tropischen Amerika
- Eutermes canariensis – Kanaren
- Kalotermes dispar – Kanaren
- Gelbhalsholztermite (Kalotermes flavicollis) – weit verbreitet in Südeuropa
- Reticulitermes aegeus – Griechenland
- Reticulitermes balkanensis – Griechenland
- Reticulitermes banyulensis – Spanien und Südwestfrankreich
- Reticulitermes clypeatus – aus dem Nahen Osten nach Rumänien eingeschleppt
- Gelbfüßige Bodentermite (Reticulitermes flavipes) – eingeschleppt aus Nordamerika
- Reticulitermes grassei – Iberische Halbinsel und Südwestfrankreich
- Reticulitermes hesperus – eingeschleppt aus Nordamerika und Mittelamerika
- Lichtscheue Bodentermite (Reticulitermes lucifugus) – Italien und Südfrankreich
- Reticulitermes urbis – Balkan, außerdem eingeschleppt nach Italien und Frankreich

## Fossilbelege
Die ältesten fossilen Termiten stammen aus der älteren Kreide. Da es sich um differenzierte Vertreter der heutigen Termiten handelt, muss ihr tatsächlicher Ursprung älter sein, vermutlich im Jura. Damit sind Termiten die ältesten bekannten sozialen Insekten und gehen der Evolution sozialer Hautflügler um etwa 30 Millionen Jahre voraus. Die meisten aussagekräftigen Termitenfossilien liegen aus Funden im Bernstein vor, wo sie in beinahe allen Lagerstätten individuen- und artenreich vorkommen. Dies gilt auch für den baltischen Bernstein. Neue Funde einer vermutlich sozialen, holzbewohnenden Schabenart aus der Unterkreide Frankreichs geben eine Vorstellung über die Wurzelgruppe der Termiten innerhalb der Schaben. Die meisten frühen Funde gehören zur rezenten Familie Mastotermitidae, die damals weltweit verbreitet war (die heutige überlebende Art nur noch in Australien). Von abgeleiteten Familien wie den Rhinotermitidae liegen kreidezeitliche Fossilien (nur von Stammgruppenvertretern) vor, so dass von einer frühen Radiation ausgegangen werden kann. Die artenreichste Familie Termitidae entstand aber offensichtlich erst im Tertiär, das älteste bekannte Fossil stammt aus dem Oligozän Brasiliens. Im miozänen Bernstein der dominikanischen Republik ist bereits eine artenreiche Fauna dieser Familie dokumentiert. Im eozänen baltischen Bernstein sind zahlreiche Termiten, aber keine Termitidae gefunden worden.

## Termiten in der Literatur
Der belgische Schriftsteller und Literatur-Nobelpreisträger des Jahres 1911 Maurice Maeterlinck veröffentlichte 1926 Das Leben der Termiten, ein ausführlicheres Werk allein über Termiten. Es ist wie ähnliche Werke Maeterlincks über Bienen, Spinnen und Ameisen als naturwissenschaftliches Sachbuch mit philosophischen Betrachtungen konzipiert. Es beruht anders als sein Buch zu den Bienen, das auf eigenen Erfahrungen als Imker beruhten, auf Auswertung von Literaturstudien, nicht auf eigenen Beobachtungen. Maeterlinck ist für dieses Werk scharf kritisiert worden, da es zu großen Teilen ein Plagiat des Buchs Die Seele der weißen Ameise des südafrikanischen Autors Eugène Marais sei.